# Molakalmuru
Molakalmuru è una suddivisione dell'India, classificata come town panchayat, di 14.131 abitanti, situata nel distretto di Chitradurga, nello stato federato del Karnataka. In base al numero di abitanti la città rientra nella classe IV (da 10.000 a 19.999 persone).

## Geografia fisica
La città è situata a 14° 43' 17 N e 76° 45' 41 E.

## Società

### Evoluzione demografica
Al censimento del 2001 la popolazione di Molakalmuru assommava a 14.131 persone, delle quali 7.350 maschi e 6.781 femmine. I bambini di età inferiore o uguale ai sei anni assommavano a 1.800, dei quali 895 maschi e 905 femmine. Infine, coloro che erano in grado di saper almeno leggere e scrivere erano 9.326, dei quali 5.476 maschi e 3.850 femmine.